# 염료감응형 태양전지

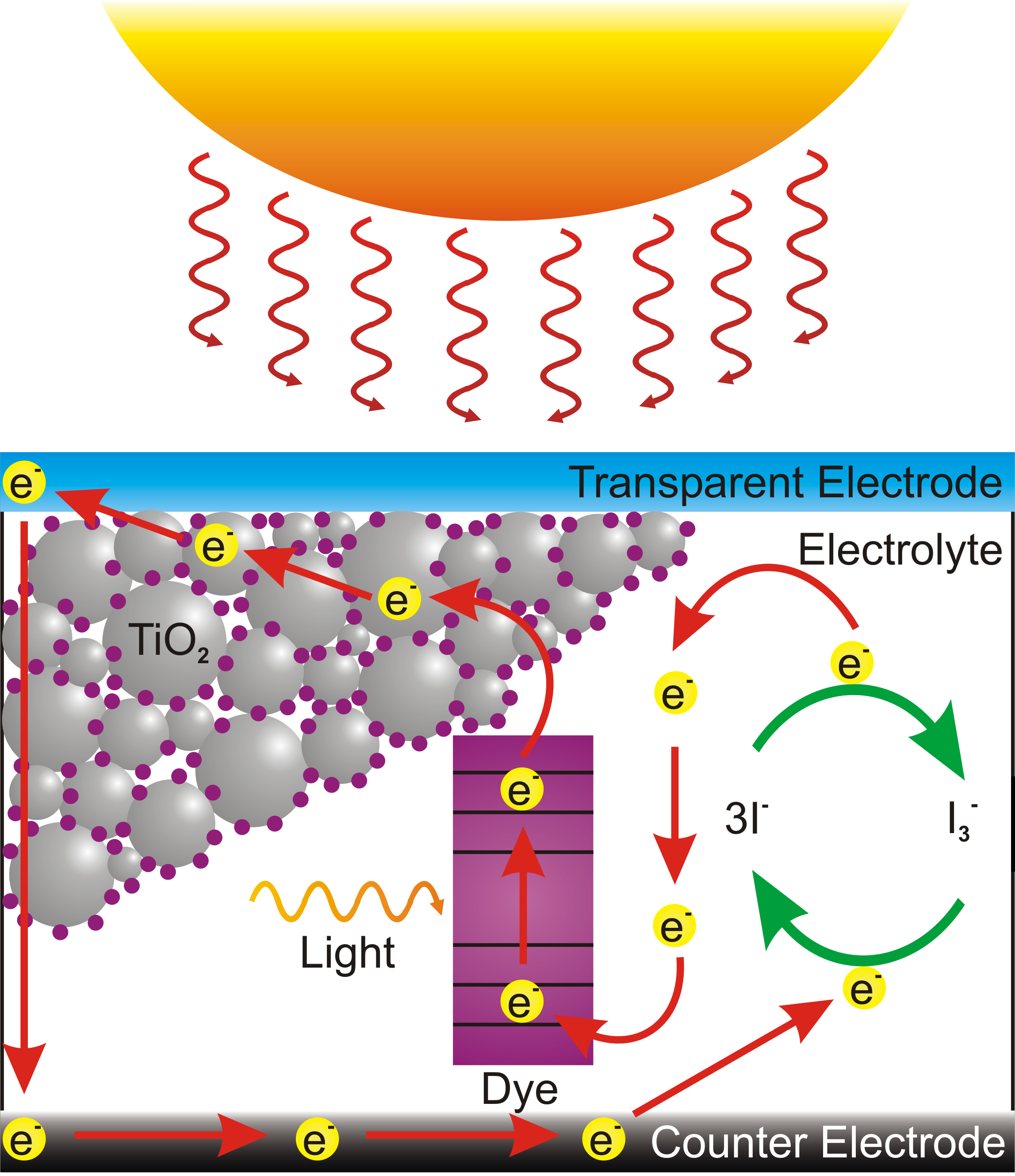
DSSC 작동 모식도

염료감응형 태양전지(Dye-Sensitized Solar Cell)는 염료감응 태양전지라고도 하며, 산화환원 전해질로 구성되어 있으며, 표면에 화학적으로 흡착된 염료 분자가 태양빛을 받아 전자를 냄으로써 전기를 생산하는 전지이다.
염료감응형 태양전지는 빛에 민감한 양극과 전해질, 즉 광전자 화학 시스템 사이에서 형성되는 반도체를 기반으로 한다. 그레첼 셀 이라 불리기도하는 현대판 감응형 태양 전지는 1988년에 브로이언 오‘레간(Brian O'Regan)과 마이클 그레첼(Michael Grätzel)이 UC버클리(UC Berkeley)의 연구실에서 공동 발명했다. 이 물질은 후에 앞서 언급한 에콜 폴리 테크니크 페데랄 로잔(École Polytechnique Fédérale de Lausanne)에 소재한 과학자들이 성능을 향상시켰다. 1991년 마이클 그래첼이 개발한 최초의 고효율 DSSC가 발간될 때까지 계속되었다.
현대의 기술: 태양전지 반도체
전통적인 반도체의 경우, 태양전지는 두개의 도핑된 결정으로부터 생성된다. 하나는 자유 전도성 대역 전자를 추가하는 n형 불순물으로 도핑된 것(n형 반도체)이며 다른 하나는 양공을 추가하며 형성된 p형 불순물으로 도핑된 것(p형 반도체)이다. 접촉할 때, n형 부분의 일부 전자가 p형 부분으로 흘러 들어가서 없어진 전자를 채우는데, 이를 양공이라고도 한다. 결국 두 물질의 페르미 준위를 동일하게 하기 위해 충분한 전자가 경계를 넘어 흐르게 될 것이다. 결과적으로, 전하 운반자가 인터페이스의 각 측에서 고갈 및 누적되는 인터페이스인 p-n접합부의 영역이 된다. 규소에서, 전자의 이러한 이동은 약 0.6V에서 0.7V까지의 잠재적 장벽을 만든다.

## 평가

### 장점
- 안정성이 매우 높아 10년 이상 사용하여도 초기 효율을 거의 유지한다.
- 실리콘계 태양전지와 비교했을 때 일광량의 영향을 적게 받는다.
- 기존에 비하여 제조공정이 단순하며 그로 인해 전지의 가격이 실리콘 셀 가격의 20~30% 정도이다.

### 단점
- 전기 변환 효율이 기존의 태양전지에 비해 낮다.
- 전해질의 안정성이 높지 못하고 액체 전해질의 경우 휘발하는 성질이 있다.
- 아직 상용화 단계에 이를 만큼의 충분한 연구가 이루어지지 않았다.

## 현황
현재 염료감응형 태양전지는 수많은 연구와 실험을 통해 성능이 많이 좋아졌고, 단점도 많이 보완되었다. 액체 전해질을 고체 전해질 등으로 바꾸는 등으로 전해질 누수나 휘발의 문제점도 해결되어가고 있는 추세이다. 최근에는 상용화된 전지도 출시되기도 했다. 그러나 아직 효율성은 실리콘계 태양전지에 비해 낮다는 단점을 가지고 있으며 고출력을 내는 제품에는 사용하기에 무리가 있다. 현재 대한민국을 비롯하여 세계적으로 높은 관심을 가지며 효율성 증진을 위해 연구를 하고 있고, 발전 가능성이 큰 전지라고 평가 받고 있다. 상용화되면 가격도 더 낮아질 것으로 전망된다.

## 같이 보기
- 발색단
- 용출
- 태양광 발전
- 이산화 타이타늄
- 태양 전지
- 페로브스카이트 태양 전지
- 광화학전지

## 참고 문헌
- 고체전해질 염료감응형 태양전지 개발(3)보고서, 연구기관: 한국에너지기술연구원, 2008.12.31
- 태양전지 Ubiquitous 시대의 태양전지, 박창걸;전승표;박남규 공저, 2005, 한국과학기술정보연구원(Kisti)